# Indian Island (Washington)
Indian Island es un área no incorporada ubicada en el condado de Jefferson en el estado estadounidense de Washington.

## Geografía
Indian Island se encuentra ubicado en las coordenadas 48°3′7″N 122°43′27″O / 48.05194, -122.72417.